# Elisabeth Söderberg
Elisabeth Paulina Weixlgärtner-Söderberg, född 21 januari 1912 i Wien, död 9 mars 1991 i Göteborg, var en svensk målare, grafiker, skriftställare och teckningslärare.
Hon var dotter till museumdirektören och hovrådet Arpad Weixlgärtner och konstnären Josephine Therese (Pepi) Weixlgärtner-Neutra och från 1942 gift med musikdirektören och kompositören Karl Söderberg (1896-1949 son till Alfred Söderberg). Hon fick redan som barn handledning i målning och teckning av Franz Cižek vid Kunstgewerbeschule i Wien och efter avlagd studentexamen studerade hon för Karl Sterrer, Wilhelm Dachauer och Ferdinand Andri vid Wiens konstakademi 1927–1932. Därefter företog hon ett antal studieresor till Nederländerna, Italien, Balkan, Lofoten, England och Italien. Hon kom som flykting till Sverige 1939 och var anställd som teckningslärare i Kungälv 1949–1955 och Göteborgs universitet 1955-1977. Separat eller tillsammans med sin mor ställde hon ut på Börjessons konsthall i Göteborg 1943, Gävle 1947, Eskilstuna 1948, Örebro 1949 och på mässhallen i Göteborg samt i Rom, Milano, Wien, Zürich, Frankfurt, Barcelona och Madrid. Hon medverkade med ett 10-tal arbeten vid Librarias utställning på Röhsska konstslöjdmuseet i Göteborg 1956 och på biennalerna för kyrklig konst i Salzburg. Från hennes produktion under 1930-talet märks oljemålningar, akvareller, blyerts- och kolteckningar med motiv från bondelivet i Alperna, porträtt och religiösa väggmålningar. Under en period på 1940-talet målade hon mest profana motiv med blomsterstilleben och landskapsskildringar från Västkusten, Lappland och Lofoten. Efter makens död återgick hon till den religiösa motivvärlden. För Libraria i Stockholm utförde hon från 1949 ett stort antal kartonger i gouache för olika antependier och skrudar. Bland hennes offentliga arbeten märks textilarbeten för Christinæ kyrka i Göteborg, Sundbybergs kyrka och Södertälje kyrka. För Lundby missionskyrka i Göteborg utförde hon en altarskåpsmålning och för Landala kyrka utförde hon en Kristusgestalt i emalj och koppar, ett emaljkors för Universitets kyrkan i Göteborg och glasfönster för Marielunds kyrkan och gruppen Fader vår cyklus i Halmstad. Som illustratör utförde hon ett 40-tal bibelillustrationer i litografi och etsningar för Svenska kyrkans diakonistyrelse. Söderberg är representerad vid Gävle museum, Moderna museet i Rom, Albertina Österreich Galerie, Museum der Stadt Wien och staten Israels konstmuseum.